# Electric Comic Book
| Recensione              | Giudizio |
| ----------------------- | -------- |
| AllMusic                |          |
| Piero Scaruffi          |          |
| Dizionario del Pop-Rock |          |
| 24.000 dischi           |          |

Electric Comic Book è il secondo album del gruppo musicale statunitense Blues Magoos, pubblicato nel marzo del 1967.

## Tracce

### LP
(1967, Mercury Records, MG-21104/SR-61104)
Lato A
1. Pipe Dream – 2:25 (Ronnie Gilbert, Ralph Scala)
2. There's a Chance We Can Make It – 2:15 (Ronnie Gilbert, Ralph Scala)
3. Life Is Just a Cher O'Bowlies – 2:35 (Ronnie Gilbert, Ralph Scala, Emil Thielhelm)
4. Gloria – 6:00 (Van Morrison)
5. Intermission – 1:02 (Mike Esposito)

Durata totale: 14:17
Lato B
1. Albert Common Is Dead – 1:46 (Ronnie Gilbert, Ralph Scala)
2. Summer Is the Man – 2:56 (Ronnie Gilbert, Mike Esposito)
3. Baby, I Want You – 2:40 (Ronnie Gilbert, Emil Thielhelm)
4. Let's Get Together – 3:03 (Jimmy Reed)
5. Take My Love – 2:47 (Ronnie Gilbert, Ralph Scala)
6. Rush Hour – 2:33 (Ronnie Gilbert, Ralph Scala, Geoff Daking, Emil Thielhelm, Mike Esposito)
7. That's All Folks – 0:09 (Blues Magoos)

Durata totale: 15:54

### CD
(2004, Repertoire Records, REPUK 1050)
1. Pipe Dream – 2:26 (Ronald Gilbert, Ralph Scala)
2. There's a Chance We Can Make It – 2:14 (Ronald Gilbert, Ralph Scala)
3. Life Is Just a Cher O'Bowlies – 2:35 (Ronald Gilbert, Ralph Scala, Emil Thielhelm)
4. Gloria – 6:02 (Van Morrison)
5. Intermission – 1:05 (Michael Esposito)
6. Albert Common Is Dead – 1:48 (Ronald Gilbert, Ralph Scala)
7. Summer Is the Man – 2:59 (Michael Esposito, Ronald Gilbert)
8. Baby, I Want You – 2:42
9. Let's Get Together – 3:06 (Jimmy Reed)
10. Take My Love – 1:50 (Ronald Gilbert, Ralph Scala)
11. Rush Hour – 2:35 (Geoffrey Daking, Michael Esposito, Ronald Gilbert, Ralph Scala, Emil Thielhelm)
12. That's All Folks – 0:08 (Michael Esposito, Ronald Gilbert, Ralph Scala)
13. So I'm Wrong and You Are Right – 2:25 (Rick Shorter, Joe Lewis) – Traccia bonus - Lato A del singolo Verve Folkways 5006
14. The People Had No Faces – 2:50 (Rick Shorter) – Traccia bonus - Lato B del singolo Verve Folkways 5006
15. Pipe Dream (singolo versione mono) – 2:25 (Ronald Gilbert, Ralph Scala) – Traccia bonus - Lato A del singolo Mercury 72660
16. There's a Chance We Can Make It (singolo versione mono) – 2:14 (Ronald Gilbert, Ralph Scala) – Traccia bonus - Lato B del singolo Mercury 72660
17. One by One (versione singolo) – 2:45 (Ronald Gilbert, Emil Thielhelm) – Traccia bonus - Lato A del singolo Mercury 72692
18. Dante's Inferno – 3:23 (Ronald Gilbert, Ralph Scala, Emil Thielhelm, Michael Esposito, Geoffrey Daking) – Traccia bonus - Lato B del singolo Mercury 72692
19. Summer Is the Man – 2:59 (Ronald Gilbert, Michael Esposito) – Traccia bonus - Lato B del singolo Mercury 72707
20. Life Is Just a Cher O'Bowlies – 2:35 (Ronald Gilbert, Ralph Scala, Emil Thielhelm) – Traccia bonus - Lato A del singolo Mercury 72729
21. Jingle Bells – 2:35 (Tradizionale; adattamento di Blues Magoos) – Traccia bonus - Lato A del singolo Mercury 72762
22. Santa Claus Is Coming to Town – 1:25 (testo: Haven Gillespie – musica: J. Fred Coots) – Traccia bonus - Lato B del singolo Mercury 72762
23. So I'm Wrong and You Are Right – 2:25 (Rick Shorter, Joe Lewis) – Traccia bonus - Alternative Stereo Mix, inedito, pubblicato su CD nella raccolta The Best of the Blues Magoos: Mercury 314512313-2

Durata totale: 57:31

## Formazione

### Gruppo
- Ralph Scala – voce solista, organo
- Mike Esposito – chitarra solista
- Emil "Peppy" Thielhelm – chitarra ritmica
- Ronnie Gilbert – basso
- Geoff Daking – batteria[7]

## Classifica
Album
| Anno | Classifica | Posizione raggiunta |
| ---- | ---------- | ------------------- |
| 1967 | TOP LP's   | 74                  |